# 8088 Australia
8088 Australia (1990 SL27) là một tiểu hành tinh vành đai chính được phát hiện ngày 23 tháng 9 năm 1990 bởi G. R. Kastel' và L. V. Zhuravleva ở Đài vật lý thiên văn Crimean.